# Legend (film)
Legend är en brittisk kriminal- och thrillerfilm från 2015, skriven och regisserad av Brian Helgeland. 
Filmen är baserad på John Pearsons bok The Profession of Violence: The Rise and Fall of the Kray Twins. Filmens protagonister spelas av Tom Hardy, Emily Browning och David Thewlis.